# Панаджі
Панаджі (конк. Ponnjem, पणजी МФА: [pɵɳdʒĩ]; англ. Panaji, Панаджі; порт. Pangim) — столиця найменшого індійського штату Гоа. З населенням 58 785 осіб (100 000 разом з передмістями) Панаджі є 3-м за населенням містом штату Гоа після Васко-да-Гама та Маргао.

## Географія
Місто розташоване в гирлі річки Мандові.

### Клімат
Місто знаходиться у зоні, котра характеризується мусонним кліматом. Найтепліший місяць — квітень із середньою температурою 28.9 °C (84 °F). Найхолодніший місяць — січень, із середньою температурою 25 °С (77 °F).
| Клімат Панаджі          | Клімат Панаджі | Клімат Панаджі | Клімат Панаджі | Клімат Панаджі | Клімат Панаджі | Клімат Панаджі | Клімат Панаджі | Клімат Панаджі | Клімат Панаджі | Клімат Панаджі | Клімат Панаджі | Клімат Панаджі | Клімат Панаджі |
| Показник                | Січ.           | Лют.           | Бер.           | Квіт.          | Трав.          | Черв.          | Лип.           | Серп.          | Вер.           | Жовт.          | Лист.          | Груд.          | Рік            |
| Середній максимум, °C   | 32,2           | 32,2           | 32,2           | 32,8           | 32,8           | 31,1           | 28,9           | 28,9           | 28,9           | 31,1           | 32,8           | 32,2           | 31,3           |
| Середня температура, °C | 25             | 26             | 27             | 29             | 29             | 27             | 26             | 26             | 26             | 27             | 27             | 26             | 26             |
| Середній мінімум, °C    | 18,9           | 20             | 22,8           | 25             | 27,2           | 25             | 23,9           | 23,9           | 23,9           | 23,9           | 22,2           | 21,1           | 23,1           |
| Норма опадів, мм        | 2              | 0              | 0              | 8              | 59             | 825            | 891            | 486            | 246            | 116            | 34             | 8              | 2675           |
| Днів з опадами          | 0              | 0              | 0              | 2              | 3              | 13             | 18             | 17             | 11             | 5              | 2              | 1              | 72             |
| ----------------------- | -------------- | -------------- | -------------- | -------------- | -------------- | -------------- | -------------- | -------------- | -------------- | -------------- | -------------- | -------------- | -------------- |
| Джерело: Weatherbase    |                |                |                |                |                |                |                |                |                |                |                |                |                |

## Історія
У грудні 1961 року, після закінчення португальського колоніального правління Панаджі разом з рештою території Гоа було включено до складу Індії. У період між 1961—1987 роками. Панаджі був столицею союзної території Гоа, Даман і Діу. З травня 1987 року став столицею штату Гоа і адміністративним центром Північного району Гоа. Вперше згадується 1107 року.

## Населення
На 2001 рік населення міста становило 58 785 осіб, 51 % чоловіків і 49 % жінок. Рівень грамотності — 81 %, що вище, ніж середньонаціональний рівень у 59,5 %. грамотність серед чоловіків становить 85 %, серед жінок 77 %. 9 % населення — діти до 6 років.